# Schulradar
Schulradar (Eigenschreibweise: SchulRadar) war eine deutschsprachige Website zum Meinungsaustausch über Grund- und weiterführende Schulen in Deutschland. Eltern konnten auf der Plattform Noten für die Schulen ihrer Kinder vergeben.

## Hintergrund
Schulradar wurde im April 2008 ins Netz gestellt. Initiatoren der Seite sind die Betreiber des thematisch verwandten und umstrittenen Schülernetzwerkes spickmich, auf dem Schüler ihre Lehrer und ihre Schule benoten konnten.
Schulradar sollte laut Aussage der Betreiber „Eltern in Deutschland als Informationsquelle über potentielle Schulen ihrer Kinder dienen“. 2008 waren 32.000 deutsche Schulen in der Datenbank erfasst. 40.000 Eltern registriert die etwa 100.000 Bewertungen abgegeben hatten.
Am 12. August 2014 wurde die Seite mit ihrer Schwesterseite spickmich abgeschaltet.

## Funktionen
Die Nutzer konnten sich in einer bestimmten Rolle registrieren, z. B. als Elternteil oder Lehrer. Seit Juni 2008 gab es zertifizierte Nutzerkonten für Schuldirektoren.
Schulradar bot den verschiedenen Nutzergruppen mehrere Möglichkeiten zum Meinungsaustausch und zur Information:
Neben der kritisierten Bewertungsfunktion gab es – unterteilt nach Schulformen – eine Schulsuche, Informationen zum Schulprofil und bundesweite Top-Listen aller bisher bewerteten Schulen.
Weiterhin wurden Lehrerzitate und ein Forum als Diskussionsbereich über verschiedene Themen angeboten.

## Schulbewertung
Bewertet werden konnten alle weiterführenden Schulen sowie Grundschulen in Deutschland. Es gab 6 Kriterien, zu denen Eltern Noten abgeben können: Individuelle Förderung, Zustand von Gebäuden/Ausstattung, Lehrkräfte, Schulleitung, Unterrichtsbegleitende Aktivitäten, Schulklima.
Jedes registrierte Mitglied durfte insgesamt 5 Schulen benoten. Die Bewertung erfolgte, bis auf schriftliche Kommentare, anonym. Weiterhin hatten Nutzer die Möglichkeit, Fotos von Schulen einzustellen sowie die Frage zu beantworten, ob sie selbst gern diese Schule besuchen würden.
Zusätzlich wurden die Noten, die Schüler auf spickmich für ihre Schulen vergeben haben, auf Schulradar übernommen.

## Kritik
Die Plattform geriet seit dem Start aufgrund des Prinzips der öffentlichen Schulbewertung häufig in die Kritik:
Die Reduktion des Schulbildes auf wenige Bewertungskriterien ist einer der umstrittenen Aspekte, genauso wie die Anonymität der Abstimmungen, aufgrund derer das System anfällig für Missbrauch sei.
Viele Schuldirektionen waren aus diesen Gründen der Plattform gegenüber skeptisch eingestellt – Kritik an Schulen an sich sei angebracht, aber nicht auf diese Weise.
Einige der von Eltern verfassten anonymen Kommentare veranlassten die Hamburger Schulbehörde im Februar 2009 dazu, gegen Schulradar vor dem Landesgericht Hamburg eine Klage auf Unterlassung einzureichen. Der Fall wird im April 2009 verhandelt. Ein Beitrag der TV-Sendung Stern TV am 28. Januar 2009 über das Internetportal im Zusammenhang mit der Klage aus Hamburg rief sowohl weitere Kritik von Schulen als auch beteiligter Eltern an Schulradar hervor.